# Pterocarpus brenanii
Pterocarpus brenanii là một loài loài thực vật họ Đậu (Fabaceae).
Loài này có ở Mozambique, Zambia, và Zimbabwe.